# Hugo de Araújo Faria
Hugo de Araújo Faria (Rio de Janeiro, 13 de dezembro de 1915 — Rio de Janeiro, 24 de agosto de 1987) foi um político brasileiro.
Foi ministro do Trabalho, Indústria e Comércio no governo Getúlio Vargas, de 24 de fevereiro a 24 de agosto de 1954.
Em 1961 Hugo Faria tornou-se subchefe do Gabinete Civil da Presidência da República, no gestão do presidente João Goulart, tendo ocupado a titularidade de forma interina. Tal função ele exerceu cumulativamente com a presidência do conselho nacional do Serviço Social da Indústria (SESI).